# پوئدوگو (کومبیسیری)
پوئدوگو شهری در شهرستان کومبیسیری در استان بازگا در بورکینافاسوی مرکزی است و جمعیت آن ۸۲۸ نفر است.